# 一家亲亲过好年

《一家亲亲过好年》（英文：A House Of Happiness），又名《疯狂这一年》（中国版），是部由丁仕昀指导的2018年马来西亚贺岁电影。

## 演员

### 主要角色
| 演員   | 角色   | 暱稱／關係 | 中国版配音 |
| 吴耀汉 | 梁水   | 水伯、靓仔水 患上严重的老人痴呆症（也称失智症） Summer之丈夫，因为他患上老人痴呆症而导致他以为Summer死了，其实Summer就是虾姑 梁歌之父亲，之前不和，后因为梁歌熟悉后把他叫为“靓仔水”，实际是他不敢面对梁水，后因为梁水患上老人痴呆症而忘了他 最后和虾姑结婚 |            |
| 朱咪咪 | 虾姑   | Summer Ha 当年梁水 年轻版本由皓敏饰演 |            |
| 陈峰   | 梁歌   | 歌哥（粤语“哥哥”的谐音） |            |
| 李欣怡 | 罗四凤 | 四凤、阿四 |            |